# Periferia

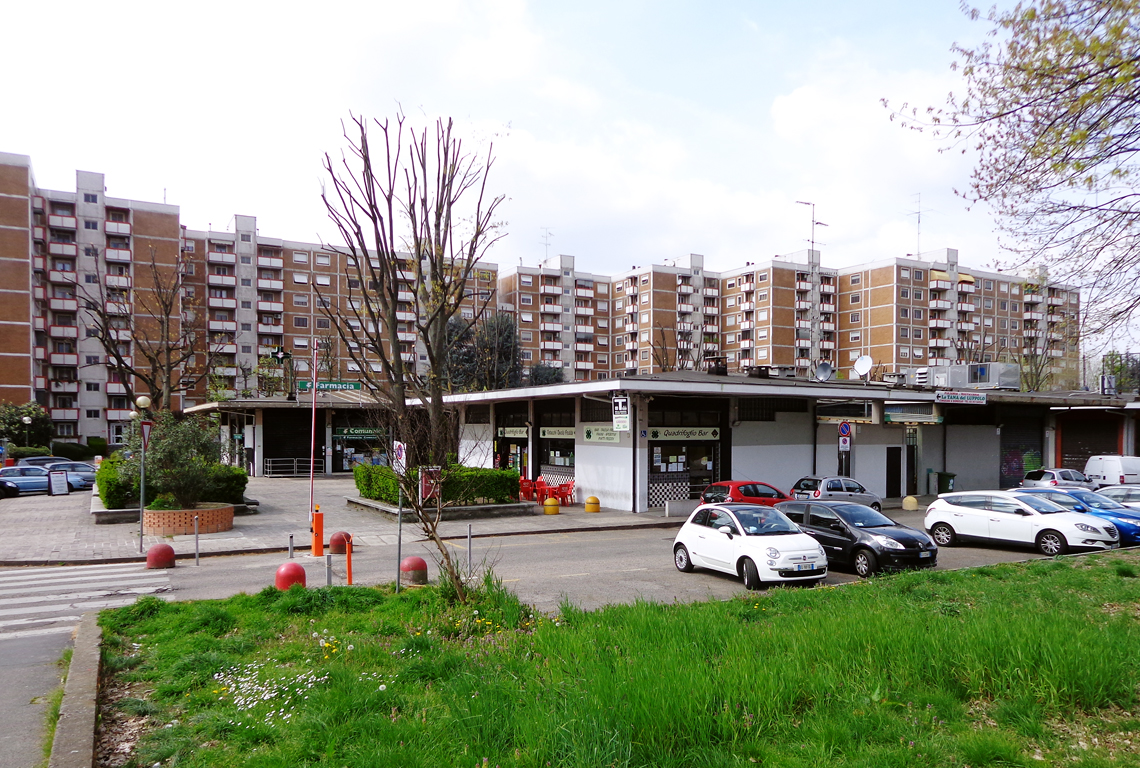
Quartiere Missaglia, zona della periferia meridionale di Milano.

La periferia è l'insieme dei quartieri di una città disposti ai margini esterni del suo agglomerato urbano.

## Origine ed utilizzo del termine
Esso deriva dai vocaboli greci "perí" ("intorno) e "pherein" ("portare"). Il termine ha quindi ampliato il suo significato ed è stato applicato a diversi livelli della scala geografica ed è quindi passato anche ad altri ambiti.
In particolare, in economia il termine indica un'area collegata ad un'altra (centro) da relazioni di scambio ad essa sfavorevoli.

## Storia
Lo sviluppo delle periferie delle grandi città europee avvenne in concomitanza con la seconda rivoluzione industriale del XIX secolo, che spinse molti membri dei ceti popolari ad abbandonare le campagne per trovare lavoro nei nuovi stabilimenti industriali che rimpiazzarono le botteghe artigianali. Infatti l'antitesi centro-periferia cominciò a prevalere sulla precedente antitesi città-campagna. Durante questo vasto processo di urbanesimo, che raggiunse il suo apice nella seconda metà del secolo, centri industriali come Parigi e Londra, che già nel 1850 contava più di due milioni e mezzo di abitanti, crebbero enormemente, soprattutto nel Regno Unito, dove anche alcuni centri minori come Manchester acquisirono in un lasso di tempo relativamente breve un'importanza incomparabile a quella precedente all'industrializzazione. Nella seconda metà del XIX secolo si assistette anche alla crescita di New York City, Chicago e altre metropoli americane, che vennero circondate da vasti sobborghi periferici.

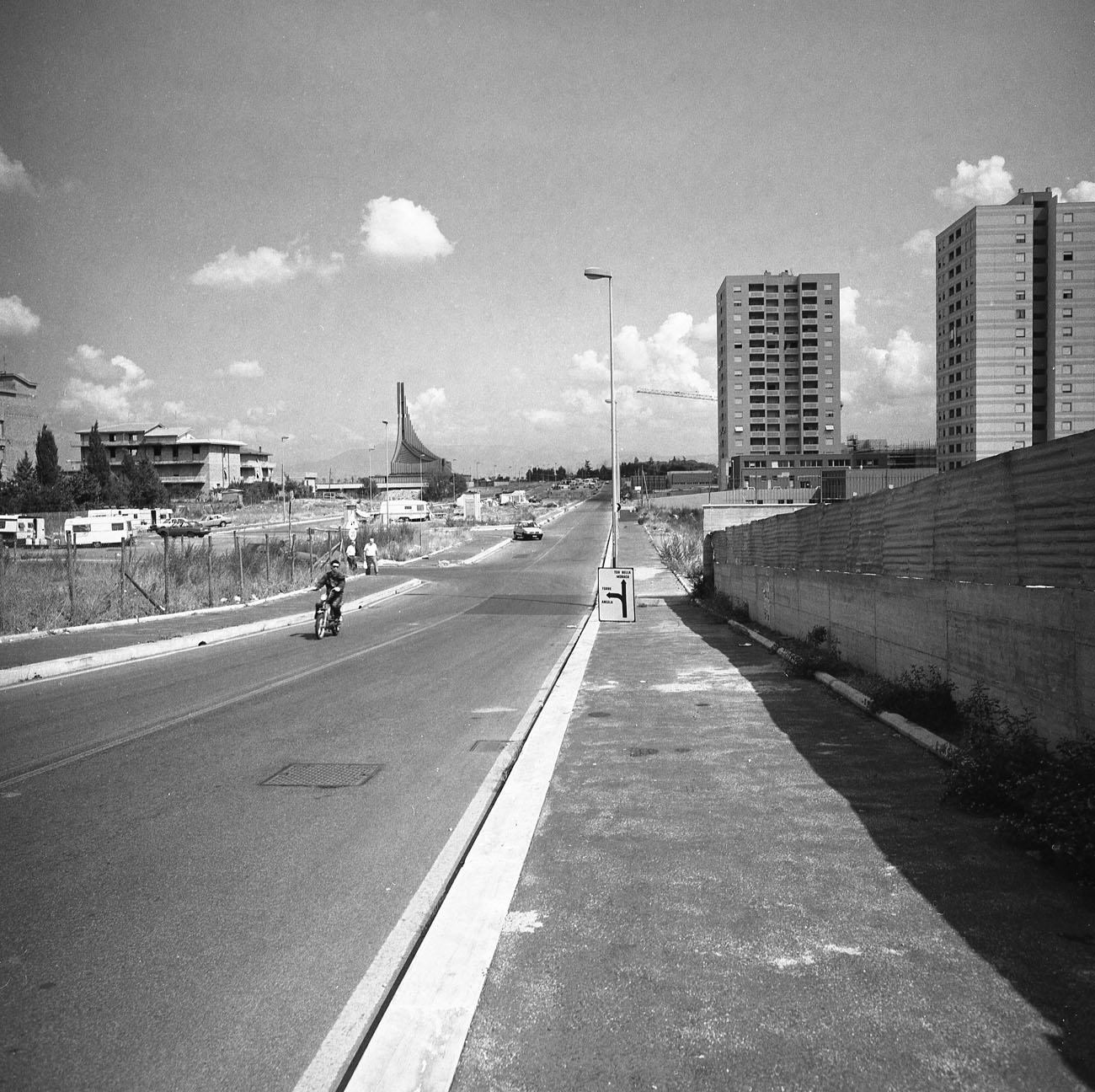
Tor Bella Monaca, periferia di Roma, 1988

Compatibilmente con le esigenze del nuovo sistema economico, le periferie delle grandi città cominciarono ad espandersi negli spazi vuoti e a inglobare i piccoli villaggi attorno ai nuclei urbani, mutando per sempre l'aspetto del loro tessuto urbano, che non ruotava più attorno a centri di aggregazione come le chiese o le piazze del mercato. Per fronteggiare lo sviluppo pressoché incontrollato delle periferie, le autorità pubbliche dovettero costruire nuovi centri di aggregazione e sedi istituzionali, migliorare le condizioni delle reti idriche e delle strade, anche con l'illuminazione pubblica, e creare i primi sistemi di trasporto pubblico (omnibus). Tuttavia, mentre i centri storici delle metropoli diventavano sempre più proibitivi per i ceti popolari, cresceva il divario tra le zone residenziali di buon livello e i quartieri operai, spesso segnati da sovraffollamento, speculazione edilizia, eccessiva vicinanza alle fabbriche e pessime condizioni igieniche.
Oggi il concetto otto-novecentesco di periferia come zona povera e marginale è in parte superato grazie alla nascita di attività economiche e di sobborghi residenziali di buon livello lontani dal centro delle grandi città e il miglioramento delle reti di trasporto, perciò oramai solo alcune delle aree situate ai margini dei grandi nuclei urbani possono essere definite degradate.

## Caratteristiche delle periferie
Le aree periferiche sono generalmente svantaggiate rispetto al centro cittadino dal punto di vista sia urbanistico e funzionale sia socio-economico.

## Città periferica
Una edge city ("città periferica", "città di confine" o "città satellite") è una concentrazione di attività commerciali e di intrattenimento al di fuori di un tradizionale centro città o di un distretto commerciale centrale, in quella che in precedenza era un'area suburbana, residenziale o rurale. Si tratta quindi di un'area urbana che si sviluppa alla periferia di una grande città. Il termine è stato reso popolare dal libro del 1991 Edge City: Life on the New Frontier di Joel Garreau, che ne ha stabilito il significato attuale mentre lavorava come reporter per The Washington Post. Garreau sostiene che la città periferica è diventata la forma standard di crescita urbana in tutto il mondo, rappresentando una forma urbana del XX secolo diversa da quella del centro città centrale del XIX secolo. Altri termini per queste aree includono centri di attività suburbani, megacentri e distretti commerciali suburbani (suburban activity centers, megacenters, suburban business districts). Questi distretti si sono ora sviluppati in molti paesi come Stati Uniti, Canada, Messico, Australia e in città come Parigi, Londra, Karachi, Giacarta e Tianjin.